# Hervormde kerk (Baard)
De Hervormde kerk is een kerkgebouw in Baard in de Nederlandse provincie Friesland.

## Beschrijving
De zaalkerk uit 1876 heeft een driezijdig gesloten koor en een toren van drie geledingen met ingezwenkte torenspits. Het mechanisch torenuurwerk uit 1876 is gemaakt door A.H. van Bergen. Het orgel uit 1888 is gemaakt door Bakker & Timmenga. De kerk is een rijksmonument vanwege twee rode Bremerstenen kinderzerken (14e eeuw) van het geslacht Dekama.

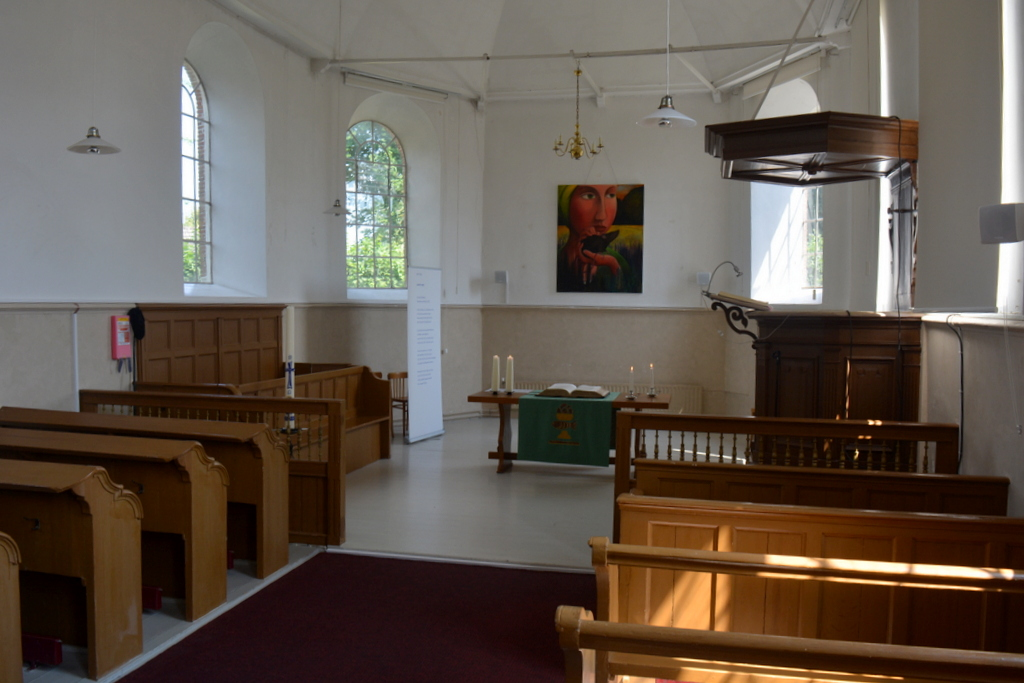
Interieur met preekstoel (2018)
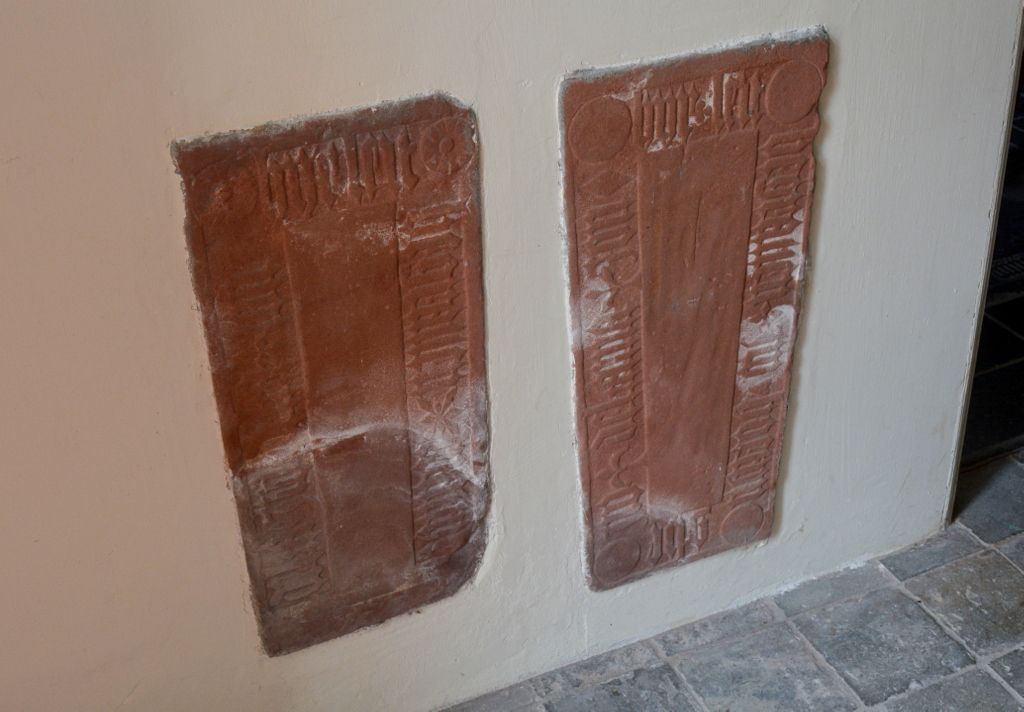
Kinderzerken van rode Bremersteen
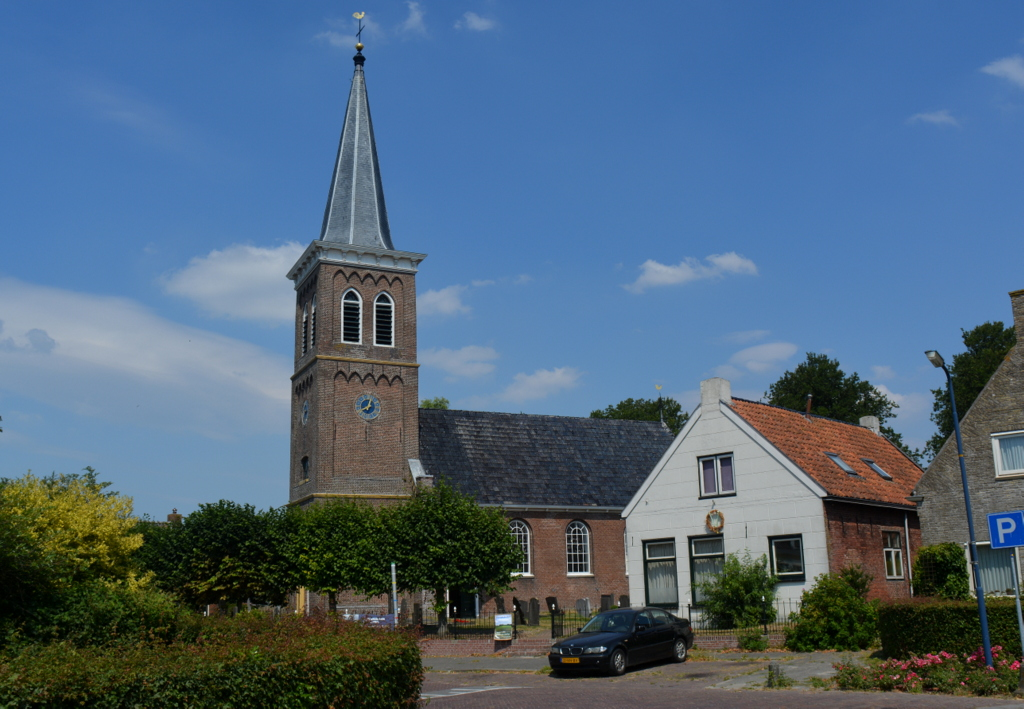
Straatbeeld